# Taeniophyllum lamprorhizum
Taeniophyllum lamprorhizum är en orkidéart som beskrevs av Rudolf Schlechter. Taeniophyllum lamprorhizum ingår i släktet Taeniophyllum och familjen orkidéer. Inga underarter finns listade i Catalogue of Life.